# Yasmin Lee

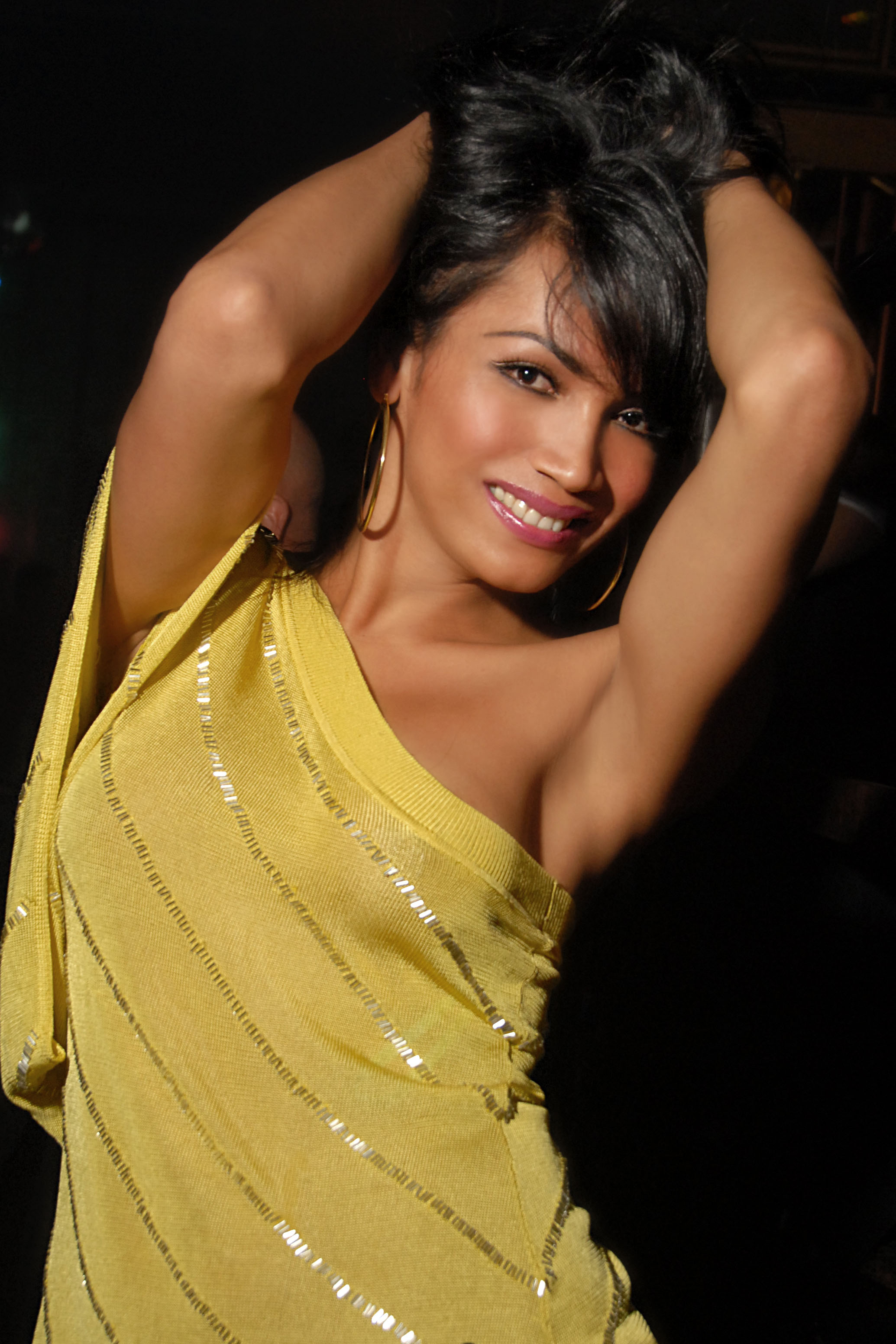
Yasmin Lee (2009)

Yasmin Lee (* 3. Juni 1984 als Yasmin Kosal Sim in Thailand) ist eine transgeschlechtliche US-amerikanische Schauspielerin, ein Model und ehemalige Pornodarstellerin.

## Biografie
Yasmin Lee hat thailändische, kambodschanische und chinesische Wurzeln. Bevor ihre Familie nach Kalifornien einwanderte, hatte sie einen Teil ihrer Kindheit auf den Philippinen verbracht. Mit 18 Jahren trat sie der United States Navy bei, verließ diese wegen der Praxis „Don’t ask, don’t tell“ aber bald wieder. Anschließend arbeitete sie als Drag- und Make-up-Künstlerin, vereinzelt auch für Schauspielerinnen und bei Musikvideodrehs. Wegen transphober Vorkommnisse wechselte sie anschließend in die Pornobranche und fand als Assistentin und Castingdirektorin Arbeit. Nachdem eine der Darstellerinnen für einen von ihr betreuten Pornofilmdreh nicht erschienen war, debütierte sie selbst als Pornodarstellerin. Ihre Pornofilmkarriere dauerte bis 2012 an und umfasste neben zwei Nominierungen für den AVN Award auch Dutzende Pornofilme.
Einem größeren Publikum wurde sie bekannt, als sie in Fernsehshows wie Maury und The Tyra Banks Show auftrat. Einen bekannten Auftritt hatte sie als transgeschlechtliche Prostituierte Kimmy in der 2011 erschienenen und von Todd Phillips inszenierten Filmkomödie Hangover 2.

## Filmografie (Auswahl)
- 2011: Hangover 2 (The Hangover: Part II)
- 2011: Red Ice